# Municipio de Camanche
El municipio de Camanche (en inglés: Camanche Township) es un municipio ubicado en el condado de Clinton en el estado estadounidense de Iowa. En el año 2010 tenía una población de 4630 habitantes y una densidad poblacional de 78,7 personas por km².

## Geografía
El municipio de Camanche se encuentra ubicado en las coordenadas 41°46′58″N 90°18′22″O / 41.78278, -90.30611. Según la Oficina del Censo de los Estados Unidos, el municipio tiene una superficie total de 58.83 km², de la cual 50.79 km² corresponden a tierra firme y (13.67%) 8.04 km² es agua.

## Demografía
Según el censo de 2010, había 4630 personas residiendo en el municipio de Camanche. La densidad de población era de 78,7 hab./km². De los 4630 habitantes, el municipio de Camanche estaba compuesto por el 97.52% blancos, el 0.76% eran afroamericanos, el 0.17% eran amerindios, el 0.43% eran asiáticos, el 0.04% eran isleños del Pacífico, el 0.28% eran de otras razas y el 0.8% pertenecían a dos o más razas. Del total de la población el 2.01% eran hispanos o latinos de cualquier raza.